# Old Flames Can't Hold a Candle to You
Old Flames Can't Hold a Candle to You är en sång skriven av Pebe Sebert och Hugh Moffatt. Den blev en 40-i-topp-countryhit i USA för Joe Sun 1978

## Dolly Partons version
Låten spelades in som cover av Dolly Parton, som tog den till toppen av countrylistorna i USA i augusti 1980. I sången säger jag-personen till sin älskade att inte känna sig hotad av tidigare kärleksaffärer, för "gamla flammor" tillhör dåtiden. Dolly Parton tog med den på albumet Dolly, Dolly, Dolly 1980, och den släpptes som albumets andra singel, efter den framgångsrika Starting Over Again.

## Andra coverversioner
Sången spelades också in av countryartisten Merle Haggard 1985 på hans album Kern River.

## Listplaceringar
| Lista (1980)                              | Topplacering |
| ----------------------------------------- | ------------ |
| Amerikanska Billboard Hot Country Singles | 1            |
| Kanadensiska RPM Country Tracks           | 2            |